# Ljoebov Basova
Ljoebov Basova (Любовь Басова) geboren als Ljoebov Sjoelika (Loehansk, 16 juli 1988) is een Oekraïens voormalig baanwielrenster. Ze werd Europees kampioene op de sprint in 2011 en op de keirin in 2016. Basova nam deel aan de Olympische Zomerspelen van 2012 in Londen en die van 2016 in Rio de Janeiro.

## Palmares

### Baanwielrennen
| Jaar     | OK                                          | EK                             | WK                    | Overig                                                                              |
| Junioren | Junioren                                    | Junioren                       | Junioren              | Junioren                                                                            |
| -------- | ------------------------------------------- | ------------------------------ | --------------------- | ----------------------------------------------------------------------------------- |
| 2005     |                                             | sprint · 500m tijdrit · keirin | 500m tijdrit          |                                                                                     |
| 2006     |                                             | sprint · 500m tijdrit · keirin | sprint · 500m tijdrit |                                                                                     |
| Belofte  |                                             |                                |                       |                                                                                     |
| 2007     |                                             | sprint · keirin                |                       |                                                                                     |
| 2008     |                                             | sprint · keirin                |                       |                                                                                     |
| 2009     |                                             | sprint · keirin                |                       |                                                                                     |
| Elite    |                                             |                                |                       |                                                                                     |
| 2007     |                                             |                                |                       | WB Peking: ploegenachtervolging                                                     |
| 2008     | sprint · 500m tijdrit                       |                                | ploegenachtervolging  | WB Melbourn: sprint                                                                 |
| 2009     |                                             |                                |                       |                                                                                     |
| 2010     |                                             | keirin                         |                       |                                                                                     |
| 2011     |                                             | sprint · teamsprint            |                       | WB Peking: sprint WB Astana: sprint                                                 |
| 2012     |                                             |                                |                       | WB Peking: ploegenachtervolging Olympische Spelen: 4e keirin, 7e sprint, 13e keirin |
| 2013     |                                             |                                |                       |                                                                                     |
| 2014     | teamsprint · 500m tijdrit                   |                                |                       |                                                                                     |
| 2015     | teamsprint · sprint · 500m tijdrit          |                                |                       |                                                                                     |
| 2016     | teamsprint                                  | keirin                         |                       | Olympische Spelen: 5e keirin WB Apeldoorn: keirin                                   |
| 2017     | teamsprint · sprint · keirin · 500m tijdrit | keirin                         |                       | WB Santiago: keirin, sprint , teamsprint                                            |
| 2018     | teamsprint · keirin · sprint                | teamsprint                     |                       |                                                                                     |
| 2019     | teamsprint · keirin · sprint · 500m tijdrit |                                |                       |                                                                                     |
| 2020     |                                             | teamsprint                     |                       |                                                                                     |
| 2021     | keirin · sprint                             |                                |                       |                                                                                     |